# Bandmuräna
Bandmuränan  (Rhinomuraena quaesita) är en fiskart som beskrevs av Garman 1888. Arten ingår i släktet Rhinomuraena och familjen Muraenidae. Inga underarter finns listade i Catalogue of Life.
Arten förekommer främst i havet i Sydostasien och i den australiska regionen. Små populationer hittades vid Seychellerna och Maldiverna samt i Stilla havet vid Kyushu (Japan) samt österut vid Mikronesien och Melanesien. Rhinomuraena quaesita når ett djup av 57 meter. Habitatet utgörs främst av laguner och områden med rev. Individerna gräver sig ner i havets sandiga eller slammiga botten eller så gömmer de sig i korallrevens håligheter. I vissa fall är endast huvudet synlig.
Exemplar kan stanna flera månader eller sällan år i boet. Unga individer håller vanligen avstånd från artfränder men vuxna exemplar kan bo intill varandra. Hos några hanar dokumenterades att de delar boet. Födan utgörs av små fiskar.
Ungarna är i början hanar och några exemplar blir efter könsbytet honor.
Några exemplar fångas och säljs som akvariedjur. Hela populationens storlek är inte känd men Rhinomuraena quaesita är vanligt förekommande. IUCN kategoriserar arten globalt som livskraftig.